# 池田直
池田 直（いけだ すなお、1901年11月19日 - 1985年7月13日）は、日本の政治家・官僚。佐賀県知事を5期20年務めた。

## 生涯
佐賀県佐賀郡川副町出身。旧制佐賀中学校、旧制佐賀高等学校文科甲類を経て、1929年に東京帝國大学（東京大学の前身）法学部を卒業し、会計検査院に入庁。戦時中には南方司政官を務めた。
1952年から1959年2月まで7年以上の間、会計検査院事務総長を務めた。1959年4月に佐賀県知事選に出馬し初当選。1979年まで連続5期にわたり在任した。赤字だった県財政の立て直しや、米作りの推進、若楠国体、佐賀医科大学の誘致などを進めた。1971年から1975年までは全国知事会副会長を務めた。1979年4月29日に勲一等瑞宝章を受章。1985年7月13日、脳血栓のため83歳で逝去。